# 민마촌
민마촌(三馬村)은 이시카와현 이시카와군에 존재했던 촌이다.

## 지리
- 현재 가나자와시 남부에 위치하고 있으며, 후시미강 유역에 위치하고 있다.

## 역사
- 1889년 4월 1일 - 정촌제 시행에 의해 7개 촌의 구역을 가지고 이시카와군 민마촌이 성립하였다.
- 1936년 4월 1일 - 가나자와시에 편입되었다.

## 참고문헌
- 『角川日本地名大辞典 17 石川県』 - 角川書店
- 『書府太郎 石川県大百科事典改訂版』 - 北國新聞社
- 『金沢・町物語 町名の由来と人と事件の四百年』 - 能登印刷出版部